# Беловодье (Свердловская область)
Беловодье — деревня в Каменском районе Свердловской области России. Входит в Каменский муниципальный округ.
Ранее входила в состав Позарихинского сельсовета Каменского района.

## География

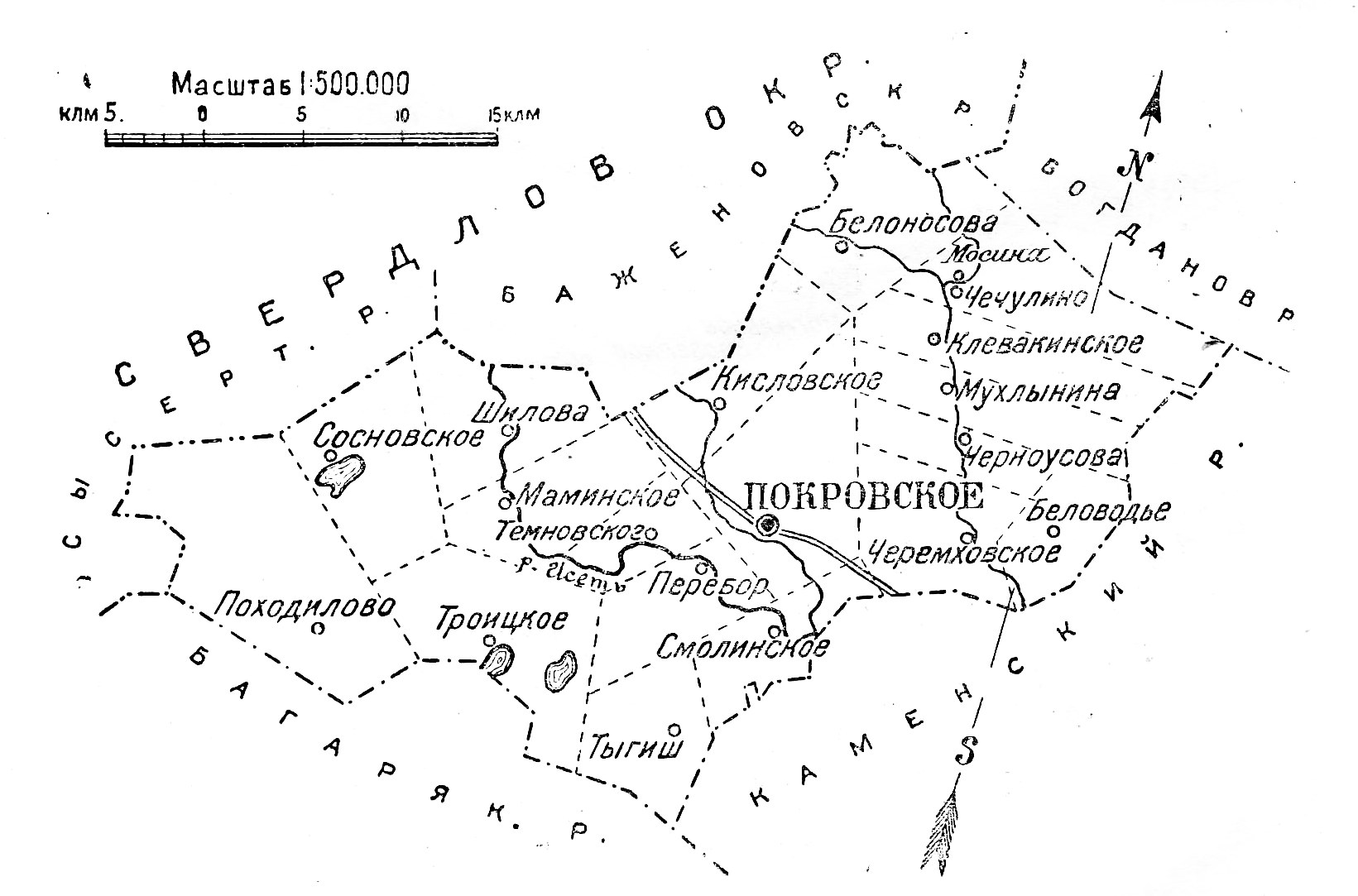
Беловодье на схеме Покровского района; 1928 год

Деревня Беловодье расположена в 10 километрах (по дороге в 11 километрах) к северо-западу от города Каменска-Уральского, по обоим берегам реки Чёрной (левого притока реки Каменки, речной бассейн Исети). В окрестностях деревни расположена система прудов.

## История
Деревня появилась не ранее 1774 года. Она также имела название Малая Бортникова. Современное название связано, вероятно, с легендой о Беловодье.
В 1916 году деревня относилась к Черемховской волости. В 1928 году Беловодье было административным центром Беловодского сельсовета, входившего в Покровский район Шадринского округа Уральской области. В 1928 году в деревне работала школа. В 1929 году в деревне образован колхоз, в 1960 году ставший бригадой совхоза «Каменский».

## Население
| 1904 | 1926 | 2002 | 2010 | 2021 |
| ---- | ---- | ---- | ---- | ---- |
| 506  | ↗531 | ↘104 | ↗121 | ↗245 |

Структура
- По данным 1904 года, в деревне было 68 дворов с населением 506 человек (мужчин — 249, женщин — 257), все русские, бывшие государственные[9].
- По данным переписи населения 1926 года, в деревне Беловодье было 100 дворов с населением 531 человек (мужчин — 239, женщин — 292), все русские[4].
- По данным переписи населения 2002 года, национальный состав следующий: русские — 88 %, башкиры — 12 %[10].
- По данным переписи населения 2010 года, в деревне проживали 52 мужчины и 69 женщин[11].